# 斯文·尼科维斯特
斯文·维尔海姆·尼科维斯特（1922年12月3日 - 2006年9月20日）是瑞典电影摄影师和电影制片人，因与导演英格玛·伯格曼和伍迪·艾伦合作。他凭借呼喊与细语 （1972年）和芬妮与亚历山大（1982年）獲得奧斯卡最佳攝影獎。